# ایل‌بگی جاف
ایل بگی جاف (۸۹۸–۹۶۱ق) از شاعران کرد سلطانی، محمدعلی، حدیقه سلطانی: احوال و آثار شاعران برجسته کرد و کردی سرایان کرمانشاه از عهد تیموری تا عصر حاضر، جلد یکم، تهران: نشر سها، چاپ یکم ۱۳۸۴، ص۱۲۳.</ref> در عصر صفوی است. وی اشعاری دارد که در آن‌ها حوادث آینده را به مانند شاه نعمت‌الله ولی، تیمور بانیارانی و نوستر آداموس به زبان کردی پیشگویی کرده‌است.

## زمان زندگی
ایل بگی در سال ۸۹۸ قمری در شهرزور زاده شد و در سال ۹۶۱ قمری یعنی در عهد صفویه درگذشت. وی مقارن با سلطنت شاه اسماعیل و شاه طهماسب اول زندگی می‌کرده‌است. دوران مذکور دوران اعتلای یارسان بوده‌است. با این حال وحید دستگردی در تصحیح خود بر اشعار ادیب‌الممالک فراهانی که اشعار ایل بگی را به فارسی ترجمه نموده است، زمان زیستن وی را پس از تیمور بانیارانی و وی را جانشین تیمور معرفی کرده‌است. محمدعلی سلطانی این گفته را غلط دانسته است. علاءالدین سجادی نیز در کتاب خود با عنوان «تاریخ ادبیات کرد» که در سال ۱۹۵۲ میلادی (۱۳۳۱ خورشیدی) به چاپ رسیده، زمان زندگی وی را «چنان‌که می‌گویند، چهارصد سال پیش از این» ذکر کرده‌است که دوران صفویان را نشان می‌دهد.

## نسخه‌های موجود
تنها تصحیح موجود از اشعار ایل بگی جاف توسط صدیق صفی‌زاده (بوره‌که‌یی) انجام گرفته‌است و تا کنون سه بار با مشخصات زیر به چاپ رسیده است:
- ایل‌بیگی‌جاف، پێشبینیه‌کانی عێلبه‌گی جاف (پیشبینی‌های ایل بگی جاف)، گردآوری و شرح از صدیق صفی‌زاده (بوره‌که‌یی)، ناشر مؤلف، چاپ یکم ۱۳۶۰.
- ایل‌بیگی‌جاف، پیشگوئیهای ایل بیگی جاف، ترجمه و شرح صدیق صفی‌زاده، تهران: عطایی، ۱۳۷۳.
- ایل‌بیگی‌جاف، پیش بینی یه‌کانی عیل به‌گی جاف (پیشبینی‌های ایل بگی جاف)، [گردآورنده] صدیق بوره‌که‌یی (صفی‌زاده)، سنندج: ناشر مؤلف، ۱۳۸۲.

وی در رابطه با نسخه‌های مورد استفاده خود در تصحیح این کتاب‌ها به چهار نسخه زیر اشاره کرده‌است:
- نسخه فریدون پالیزی، مربوط به ۱۲۷۱ قمری (۱۲۳۳ خورشیدی)
- نسخه کاکاردایی، مربوط به ۱۳۲۵ قمری (۱۲۸۶ خورشیدی)
- نسخه محمد لواوبری، مربوط به سال ۱۳۴۳ خورشیدی
- نسخه ای بی نام، مربوط به سال ۱۳۴۶ خورشیدی[۶]

صفی‌زاده تأکید کرده که نسخه نخست از بقیه کامل تر بوده و مبنای کار تصحیح قرار گرفته‌است، اما هیچ‌یک از چهار نسخه کامل نبوده‌اند. وی مکان یافتن این نسخه‌ها را اطراف کرمانشاه و افشار ذکر کرده و مکان دقیقی برای آن‌ها ذکر ننموده است. محمدعلی سلطانی این نسخه‌ها را معتبر نمی‌داند و تصحیح صفی‌زاده را نیز دارای تحریف و تصرف عنوان می‌کند.

## اشعار
وی به کردی سورانی شعر می‌سرود. شعرهای وی به صورت هجایی و در قالب مصراع‌های هشت هجایی سروده شده‌است. به گفته محمدعلی سلطانی، اشعار وی توسط ادیب‌الممالک فراهانی به صورت شعر به فارسی ترجمه شده و در دیوان کلیات اشعار وی، به تصحیح وحید دستگردی به چاپ رسیده است.
اشعار زیر گزیده‌ای از مجموعه ۳۴ بیتی است که صدیق صفی‌زاده (بوره‌که‌یی) در نسخه خود منتشر ساخته است:
| ئێران پر له ئاگر ده‌بێ  |  | حوکمی سۆلتان قاهر ده‌بێ |
| سته‌م له خه‌ڵق سادر ده‌بێ |  | ده‌وره ده‌ورهٔ نادر ده‌بێ  |

هه‌ر وا بووه و هه‌ر وا ده‌بێ
ترجمه: ایران پر از آتش خواهد شد. حکم سلطان قاهر خواهد شد. ستم از سوی مردم صادر خواهد شد. دور دور نادر (شاه) خواهد شد.
| خاسان وه بێ وه‌ته‌ن ده‌بێ |  | مورغان دوور له چه‌مه‌ن ده‌بێ |
| شاهان وه بێ که‌فه‌ن ده‌بێ |  | ده‌وران وه کامی زه‌ند ده‌بێ  |

هه‌ر وا بووه و هه‌ر وا ده‌بێ
ترجمه: نیکان بی وطن خواهند شد. شاهان بی کفن خواهند شد؛ و دوران به کام زند خواهد چرخید.
| ده‌وران به ده‌ست قه‌جه‌ر ده‌بێ |  | ته‌یموور له خه‌و خه‌به‌ر ده‌بێ |
| گه‌لێ سه‌ران بێ سه‌ر ده‌بێ    |  | ئاشووب و شۆڕ و شه‌ڕ ده‌بێ   |

هه‌ر وا بووه و هه‌ر وا ده‌بێ
ترجمه: دوران به دست قاجار می‌افتد. تیمور به پا خواهد خاست. بسی سرها بی سر می‌شوند. آشوب و شور و هنگامه بر پا می‌شود.
| نیوهٔ ئێران هی رووس ده‌بێ |  | ئاوای هیچ بێ نامووس ده‌بێ |
| ئه‌وسا زه‌ڕیان له مس ده‌بێ |  | دین و ئیمان زۆر سس ده‌بێ  |

هه‌ر وا بووه و هه‌ر وا ده‌بێ
ترجمه: نیم ایران به روس‌ها واگذار می‌شود. آنچه اهمیت نداشته باشد ناموس خواهد شد. آنگاه تقلب رواج می‌یابد و دین و ایمان ضعیف می‌شود.
| چابوک سوارێ ده‌نگ ده‌کا    |  | سه‌ید و شکار په‌ڵه‌نگ ده‌کا  |
| هه‌ر ساعه‌تێ سه‌د ره‌نگ ده‌کا |  | دنیا و خه‌ڵق پڕ شه‌نگ ده‌کا |

هه‌ر وا بووه و هه‌ر وا ده‌بێ
ترجمه: چابک‌سواری به فریاد مردم می‌رسد؛ و پلنگ‌ها را صید و شکار می‌کند؛ و هر ساعت با صد رنگ و سیاست می‌آید؛ و دنیا و خلق را بسی شنگ و شادمان می‌کند.
| مه‌ردان مه‌ردی گه‌زاف ده‌که‌ن |  | هه‌م به راستی خه‌لاف ده‌که‌ن |
| قسان به تیر قه‌ڵاف ده‌که‌ن  |  | به رێگهٔ دوور مه‌ساف ده‌که‌ن |

هه‌ر وا بووه و هه‌ر وا ده‌بێ
ترجمه: مردم سخنانشان را به وسیله مفتول آهن (سیم) خواهند گفت؛ و با راه دور گفتگو خواهند کرد.
| گه‌لێ دڵم به ته‌نگ ده‌بێ    |  | سه‌دای تۆپ و تفه‌نگ ده‌بێ |
| شه‌ڕی سه‌رباز به شه‌نگ ده‌بێ |  | ئێران دیلی فه‌ره‌نگ ده‌بێ |

هه‌ر وا بووه و هه‌ر وا ده‌بێ
ترجمه: دلم به تنگ می‌آید. صدای توپ و تفنگ می‌آید. جنگ سرباز با فشنگ خواهد شد. ایران گرفتار فرنگ خواهد شد.
| ره‌خشی روسته‌م ئیزهار ده‌بێ |  | ئه‌سپی ئاسن ره‌هوار ده‌بێ  |
| دوڵدڵ شه‌ودێز به کار ده‌بێ |  | گه‌لێ شت هه‌ن ئاشکار ده‌بێ |

هه‌ر وا بووه و هه‌ر وا ده‌بێ
ترجمه: رخش رستم ظاهر می‌شود. اسب آهن راهور می‌شود.
| ده‌وره ده‌ورهٔ ره‌زا ده‌بێ  |  | له دوای ره‌زا غه‌زا ده‌بێ  |
| له دوای غه‌زا فه‌زا ده‌بێ |  | مه‌ردوم ده‌ست به نزا ده‌بێ |

هه‌ر وا بووه و هه‌ر وا ده‌بێ
ترجمه: دوره دوره رضا (شاه) خواهد شد؛ و پس از رضا (شاه) جنگ و غزا خواهد شد.
| ته‌یرێ وه‌ک ره‌عد و به‌رق ده‌بێ |  | گوێچکهٔ له دووکه‌ڵ غه‌رق ده‌بێ |
| ده‌شت و ده‌ری پێ له‌ق ده‌بێ    |  | به رووی هه‌وا مۆله‌ق ده‌بێ    |

هه‌ر وا بووه و هه‌ر وا ده‌بێ
ترجمه: پرنده‌ای مانند رعد و برق پیدا خواهد شد؛ و دود از گوشش به تندی به آسمان می‌رود. با چابک‌سواری گام برمی‌دارد و بر روی هوا معلق خواهد شد.
| ئێران وه‌کوو فه‌ره‌نگ ده‌بێ  |  | پڕ نه‌قش و ره‌نگاڕه‌نگ ده‌بێ |
| کوڕ وه‌کوو کچ قه‌شه‌نگ ده‌بێ |  | مایل به شۆخ و شه‌نگ ده‌بێ  |

هه‌ر وا بووه و هه‌ر وا ده‌بێ
ترجمه: ایران مانند فرنگ خواهد شد. همه جا پر نقش و رنگارنگ خواهد شد. پسر مانند دختران زیبا خواهند شد.
| هه‌مووی شاهان بێڕا ده‌بێ    |  | له پڕ شه‌ڕ و هه‌را ده‌بێ |
| که‌م خه‌ڵق وه حوکمی شا ده‌بێ |  | چه‌رخ و چرا وه پا ده‌بێ |

هه‌ر وا بووه و هه‌ر وا ده‌بێ
ترجمه: ناگاه جنگ و نبرد آغاز خواهد شد؛ و کمتر کسی از مردم به فرمان شاه فرمانبردار خواهد شد.
| تاعه‌ت به مه‌جبووری ده‌بێ |  | دی بازاڕی بلووری ده‌بێ  |
| چینی و فه‌غفووری ده‌بێ   |  | گوڵبانگی جه‌مهووری ده‌بێ |

هه‌ر وا بووه و هه‌ر وا ده‌بێ
ترجمه: طاعت و عبادت به اجبار انجام خواهد شد. بازار پر از بلور می‌شود؛ و گلبانگ جمهوری گردد.
| کاری مه‌ردان نامه‌ردی بۆ |  | ده‌ورانه‌کهٔ ره‌نگ زه‌ردی بۆ |
| ده‌واکه‌یشی دڵده‌ردی بۆ   |  | رۆزگاری دڵسه‌ردی بۆ      |

هه‌ر وا بووه و هه‌ر وا ده‌بێ
ترجمه: کار مردان به نامردی گراید. چهره مردم به زردی گراید؛ و روزگار افسردگی خواهد شد.
| دیوانی گورگ و مه‌ڕ ده‌بێ |  | ده‌شتی به‌غداد به شه‌ڕ ده‌بێ |
| گشتی بۆ زێو و زه‌ڕ ده‌بێ |  | شه‌ڕی سه‌رباز به شه‌نگ ده‌بێ |

هه‌ر وا بووه و هه‌ر وا ده‌بێ
ترجمه: در دشت بغداد جنگ به وجود خواهد آمد. همه اش برای نقره و زر خواهد بود.
| هه‌فتا و دوو دین یه‌ک دین ده‌بێ |  | سه‌رده‌فته‌ری ئه‌مین ده‌بێ |
| زاڵم له زاری و شین ده‌بێ      |  | دڵی گه‌لێ به کین ده‌بێ  |

هه‌ر وا بووه و هه‌ر وا ده‌بێ
ترجمه: سرانجام هفتاد و دو دین یکی خواهد شد. سردفتر و رهبر آن مردی امین خواهد شد. ظالم به شیون و زاری خواهد پرداخت؛ و دلش پر از قهر و کین خواهد شد. اینچنین بوده‌است و چنین خواهد شد.

## جستارهای همانند
- شاه نعمت‌الله ولی
- نوسترآداموس
- پیشگویی

### فارسی
- محمدعلی سلطانی (۱۳۸۴)، حدیقه سلطانی: احوال و آثار شاعران برجسته کرد و کردی سرایان کرمانشاه از عهد تیموری تا عصر حاضر، جلد یکم، تهران: سها، ص. ۳۹۶، شابک ۹۶۴-۶۲۵۴-۰۴-۷
- محمدصادق بن حسین ادیب الممالک، به تدوین و تصحیح و حواشی وحید دستگردی (۱۳۴۵)، دیوان کامل میرزا صادق‌خان امیری ادیب‌الممالک فراهانی قائم‌مقامی، تهران: فروغی

### کردی
- عێلبه‌گی جاف (ایلبگی جاف) (۱۳۶۰)، پێشبینیه‌کانی عێلبه‌گی جاف (پیشبینی‌های ایل بگی جاف)، ترجمهٔ صدیق صفی‌زاده (بوره که‌یی)، مؤلف، ص. ۴۴
- عه‌لائه‌ددین سه‌ججادی (علاءالدین سجادی) (۱۳۸۹)، مێژووی ئه‌ده‌بی کوردی (تاریخ ادبیات کردی)، سنندج: کردستان، ص. ۶۷۹، شابک ۹۷۸-۹۶۴-۹۸۰-۰۹۸-۱